# Elizabeth Boutell
Elizabeth Boutell, geborene Davenport (* 1650er Jahre; † 1715) war eine englische Schauspielerin.

## Leben
Sie wurde zu Beginn der 1650er Jahre als Tochter von Christopher Davenport und Frances Ridley geboren. Elizabeth heiratete nach 1669 Barnaby Boutell aus gutem Hause.
Als Teenager schloss sie sich zusammen mit ihrer Schwester Frances der Londoner Theatergruppe King’s Company an. Sie waren zwei der ersten Frauen, denen es in England gestattet war, auf einer Bühne aufzutreten. Der erste dokumentierte Auftritt Elizabeths datiert vom Jahr 1663 oder 1664 im eben erst errichteten Theatre Royal, als sie als Estifania in Rule a Wife and Have a Wife erschien. Sie übernahm viele bedeutende Rollen, darunter die Benzayda in John Drydens The Conquest of Granada (Dezember 1670 und Januar 1671) und möglicherweise auch die der Rosalinda in Nathaniel Lees Sophonisbe (3. April 1675).
Neben anderen Charakteren „erschuf“ sie die Melantha in Drydens Marriage à la mode (April 1672), die Cleopatra in Drydens All for Love und die Mrs. Termagant in Thomas Shadwells Squire of Alsatia. Ihre bekannteste Rolle hatte sie jedoch als liebevolle und treuherzige Königin Stateira in Nathaniel Lees Erfolgsstück The Rival Queens (Premiere am 17. März 1677).
Boutell bildete mit ihrer Kollegin Rebecca Marshall eine „bemerkenswerte schauspielerische Kombination“. Erstmals konstituierte sich diese im August 1670, als eine der ersten Rollen Boutells an der Dury Lane, in dem Drama „The Roman Empress“, dem einzigen Theaterstück William Joyners (1622–1706). Der Erfolg und das Verlangen nach mehr solcher „Women in Conflict“-Stücke (Frauen in Feindschaft) zog ähnliche Werke nach sich, in denen Boutell die tugendhafte Heldin gegen Marshalls dunklerem Antagonisten spielte. Diese Konstellation zeigte sich in The Conquest of Granada und The Tragedy of Nero von Lee im Jahr 1674; wie auch 1677 in John Crownes The Destruction of Jerusalem und Lees The Rival Queens.
Dieses erfolgreiche Schema ließ nicht lange auf Nachahmer warten. So trat noch im gleichen Jahrzehnt die konkurrierende Theatergesellschaft Duke’s Company mit einem eigenen Paar an: Mary Saunderson (die Ehefrau Thomas Bettertons) und Mary Lee (später Mary Slingsby). In den 1680er und 1690er Jahren war es das Duo Elizabeth Barry und Anne Bracegirdle.
Boutell brillierte oft in Hosenrollen, wie der als Fidelia in William Wycherleys The Plain Dealer (11. Dezember 1676), der Margery Pinchwife in William Wycherleys Die Unschuld vom Lande (12. Januar 1675) oder als Constancia in der (nicht erfolgreichen) Komödie The She Gallants (von George Granville, 1695).
Edmund Curll (1675–1747) beschrieb Boutell in seinem Werk The History of the English Stage von 1741 als eine sehr bedeutende Schauspielerin, welche von geringer Statur war, sehr angenehme Gesichtszüge besaß sowie einen guten Teint, jedoch ein kindisches Aussehen. Ihre Stimme war schwach, aber sehr sanft; Sie verkörperte im Allgemeinen die junge, unschuldige Dame, in die alle Helden verliebt sind und die eine Favoritin der Stadt war.
Zwischen März 1678 und April 1688 sind von ihr keine Auftritte bekannt. Ihr Ehemann wurde ab 1681 zum Leutnant ernannt und das Biographical Dictionary of Actors mutmaßt, dass sie ihm in jenem Jahrzehnt auf den Kontinent gefolgt sein könnte. Jedoch ist auch eine rege Reisetätigkeit innerhalb Europas überliefert, oftmals zusammen mit ihrer Freundin, der Schauspielerin Elizabeth Price, welche sie auch in ihrem Testament bedachte. Ihre letzte Rolle hatte sie 1696 bei Thomas Bettertons Company im Lincoln’s Inn Fields Theatre, wo sie die T(h)omyris in Cyrus the Great (von John Banks, siehe auch Kyros II.) spielte.
1697 ging sie mit ihrem Mann in die Niederlande und verbrachte dort vermutlich angenehme Jahre. Ihr Mann starb 1711; sie im Jahr 1715. Im Jahr zuvor machte sie ihr Testament, in welchem sie ein Vermögen von 800 Pfund hinterließ.

## Rezeption
Während ihrer aktiven Karriere in den 1670er Jahren galt sie laut dem „Biographical Dictionary of Actors“ allgemein als „sehr talentierte, beliebte, schöne und promiskuitive junge Frau“. Das Promiskuitive wurde ihr in vielen Schmähschriften und Satiren – auch noch lange nach ihrem Tod –  nachgesagt. Auch vor dem Wort „Hure“ („whore“ wurde damals allerdings nicht im engeren Sinne der Prostitution verwandt, eher vergleichbar dem heutigen „Schlampe“) wurde nicht zurück geschreckt, obgleich dabei mehrheitlich nur ein gängiges Vorurteil bedient wurde, unter dem Frauen des Theaters seit jeher litten. Auch dürften männliche sexuelle Projektionen auf die begehrten Stars der Bühne eine Rolle gespielt haben.
Davies bezeichnet in seinen „Dramatic Miscellanies“ (Bd. II. S. 404) „Mrs. Boutel“ als „gefeiert für die sanfteren Rollen in einer Tragödie, wie die der Aspatia in der Maid’s Tragedy“.

## Ergänzungen
- Eine Anekdote besagt, dass, nachdem Barry für die Rolle der Roxana vom Requisiteur einen Schleier erhielt, ein Streit zwischen ihr und Boutell entbrannte, da Boutell für dieses elegante Kostümteil das Recht der Älteren reklamierte. Während der folgenden Vorstellung der (nun wohl buchstäblichen) Rival Queens führte Barry dann, mit dem an dieser Stelle auch vorgesehenen Rollentext „Die, Sorceress, die! And all my wrongs die with thee!“, einem kräftigen Hieb mit dem Theaterdolch seitlich gegen den Leib Boutells, so dass das – eigentlich stumpfe – Theaterrequisit ihr Korsett durchdrang und der Schauspielerin eine Wunde von über einem halben Zentimeter Länge zufügte („quarter of an inch“). Zeitgenössische Gerüchte unterstellten der Boutell Eifersucht auf Barrys Beziehung zum Earl of Rochester.

- In einem Gerichtsverfahren aufgrund Bigamie gegen Charles Knollys, 4. Earl of Banbury, sagte sie 1695 zugunsten ihrer Freundin Elizabeth Price aus. Aufgrund ihrer „flexiblen Moralvorstellungen“ und der Unterstellung, dass sie doch mit verschiedenen Männern bereits Beziehungen hatte, verlor Price den Prozess und die Ehe wurde nicht anerkannt.[4][2]

- In Colley Cibber berühmten Memoiren „Apology for the Life of Colley Cibber“ (1740), in welchen er so ziemlich alle Schauspielkollegen seiner Zeit erwähnte, taucht der Name Boutell allerdings nicht auf.